# Ієн Макіннес (тенісист)
Ієн Макіннес (англ. Ian McInnes; 18 лютого 1901 — 19 червня 1977) — колишній австралійський тенісист.
Найвищим досягненням на турнірах Великого шолома був фінал в парному розряді.
Завершив кар'єру 1939 року.

## Фінали турнірів Великого шолома

### Парний розряд (1 поразка)
| Результат | Рік  | Турнір                | Покриття | Партнер        | Суперники                    | Рахунок       |
| --------- | ---- | --------------------- | -------- | -------------- | ---------------------------- | ------------- |
| Поразка   | 1927 | Чемпіонат Австралазії | Трава    | Пет О'Гара Вуд | Джон Гоукс Джералд Паттерсон | 6–8, 1–6, 2–6 |